# Josue Souza Santos
Josue Souza Santos (* 10. Juli 1987 in Sertãozinho) ist ein ehemaliger brasilianischer Fußballspieler.

## Karriere
2007 unterschrieb er einen Vertrag beim japanischen Zweitligisten Sagan Tosu. 2008 wurde er an dem Viertligisten FC Machida Zelvia ausgeliehen. 2009 kehrte er zu Sagan Tosu zurück. 2010 wechselte er zum griechischen Zweitligisten Anagennisi Karditsa. 2011 wechselte er zum maltesischen Erstligisten FC Qormi. Sommer 2011 kehrte er nach Brasilien zurück. Danach spielte er bei CA Linense, CRA Catalano, AA Internacional (Limeira) und EC Taubaté.